# مايكل جاكسون: ذا إكسبيريانس
مايكل جاكسون: ذا إكسبيريانس (بالإنجليزية: Michael Jackson: The Experience)‏ (باليابانية: マイケル・ジャクソン: ザ・エクスペリエンス) ، هي لعبة فيديو من نوع رقص، أنتجت عام 2010م، وتعمل على عدة أنظمة التشغيل، ومنها بلاي ستيشن 3 ونينتندو ثري دي إس وغيرها. ref>"Michael Jackson: The Experience for Nintendo DS Reviews". Metacritic. مؤرشف من الأصل في 2018-10-02. اطلع عليه بتاريخ 2012-04-05.</ref>